# 松井勝正
松井 勝正（まつい かつまさ、1971年 - ）は美術学の研究者で美術学の研究の他、アート・ユーザー・カンファレンスのメンバーとして展覧会などを開催

## 経歴
多摩美術大学大学院修士課程修了。
多摩美術大学現代美術資料センター所員を経て、武蔵野美術大学、東京造形大学非常勤講師。

## 論文
- 「形と色のパラドクス――マティスの原理」（『ユリイカ』2021年5月）
- 「詩と戦争――マリネッティの美学」（『政治の展覧会』、2020年）
- 「ロバート・スミッソンのエントロピーの美学」（『ART TRACE PRESS 05』、2019年）
- 「風景の脱生命化：《standstill》について」（『視点と視点 Venue Issues』、2019年）
- 『西洋近代の都市と芸術7ニューヨーク』（共著、竹林舎、2017年）
- 『現代アート10 講』（武蔵野美術大学出版局、2017年）

## 外部サイト
- 松井勝正 (@kmat12) - X（旧Twitter）
- https://www.yomiuri.co.jp/column/henshu/20231006-OYT8T50049/